# Bandera de Jersey
La bandera de la Isla de Jersey fue adoptada por los “Estados de Jersey” el 12 de junio de 1979 y aprobada por la reina Isabel II del Reino Unido el 10 de diciembre de 1980. Fue izada oficialmente por vez primera el 1 de abril de 1981.
Consiste en un paño de color blanco en el que figura una cruz de San Andrés de color rojo que se extiende hasta los bordes de la misma dividiéndola en cuatro cuadrantes. En el cuadrante superior aparece representada la insignia de Jersey: un escudo surmontado por la corona de la Dinastía Plantagenet, de color rojo (gules) con los tres leopardos (o leones, en heráldica sus figuras se confunden) dorados.
- Datos: Q189612
- Multimedia: Flags of Jersey / Q189612